# Ievguenia Khanaïeva
Ievguenia Nikandrovna Khanaïeva (en russe : Евгения Никандровна Ханаева), née le 2 janvier 1921 à Noguinsk dans l'Empire russe et morte le 8 novembre 1987 à Moscou (Union soviétique), est une actrice russe.

## Filmographie
- 1972 : Un monologue de Ilia Averbakh
- 1976 : La Farce de Vladimir Menchov
- 1980 : Moscou ne croit pas aux larmes de Vladimir Menchov
- 1982 : Mère Marie de Sergueï Kolossov
- 1984 : La Blonde au coin de la rue de Vladimir Bortko

## Récompenses et nominations

### Récompenses
- 1987 : Artiste du peuple de l'URSS